# マハーチャイ駅
マハーチャイ駅（マハーチャイえき、タイ語:สถานีรถไฟมหาชัย）は、タイ王国中部、サムットサーコーン県ムアンサムットサーコーン郡にあるタイ国有鉄道メークローン線の駅である。

## 概要
ターチーン川の東岸に位置する。メークローン鉄道の西側区間の建設に際し、ターチーン川への架橋は見送られ、当駅と対岸のバーンレーム駅の間は渡船で連絡することとされた。架橋はその後も実現しておらず、メークローン線は分断区間を渡船で連絡する形態が続いている。
駅構内は行商人らが市場として利用しており、線路上まで店舗が設けられている（列車の発着時は場所をずらす）。ただ、観光コースにまでなったメークローン駅と比べると、当駅は列車発着本数が多い（1日17往復）こともあり、線路上の店舗はやや少ない。

## 歴史
1905年1月4日に民営ターチーン鉄道としてクローンサーン駅 - マハーチャイ駅が開業し、1908年10月6日にはメークローン鉄道に吸収合併された。1942年-1945年の第二次世界大戦中私鉄のメークローン鉄道は、軍事管理化に入りその後1946年5月8日に国有化されタイ国鉄の駅となった。
- 1905年1月4日  【開業】ウォンウィエンヤイ駅 - マハーチャイ駅 (31.22 km)
- 1907年7月12日 【開業】バーンレーム駅 - メークローン駅 (33.57 km)
- 1908年10月6日 【合併】メークローン鉄道とターチーン鉄道が合併
- 1926年2月12日 【電化】クローンサン駅 - ワットサイ停車場
- 1927年            【電化】ワットサイ停車場 - ワットシン駅
- 1931年            【電化】ワットシン駅 - バーンボーン停車場
- 1942年1月26日 【軍事指揮下】メークローン鉄道軍事指揮下に入る
- 1945年10月25日 【民営化】メークローン鉄道軍事指揮下解除
- 1946年5月8日  【国有化】国がメークローン鉄道を200万バーツで購入
- 1955年            【電化廃止】クローンサン駅 - バーンボーン停車場
- 1961年1月1日  【廃止】クローンサン駅 - ウォンウィエンヤイ駅
- 2020年10月23日 【開業】ウターカート停車場、ニコムロットファイマハーチャイ停車場

## 駅構造

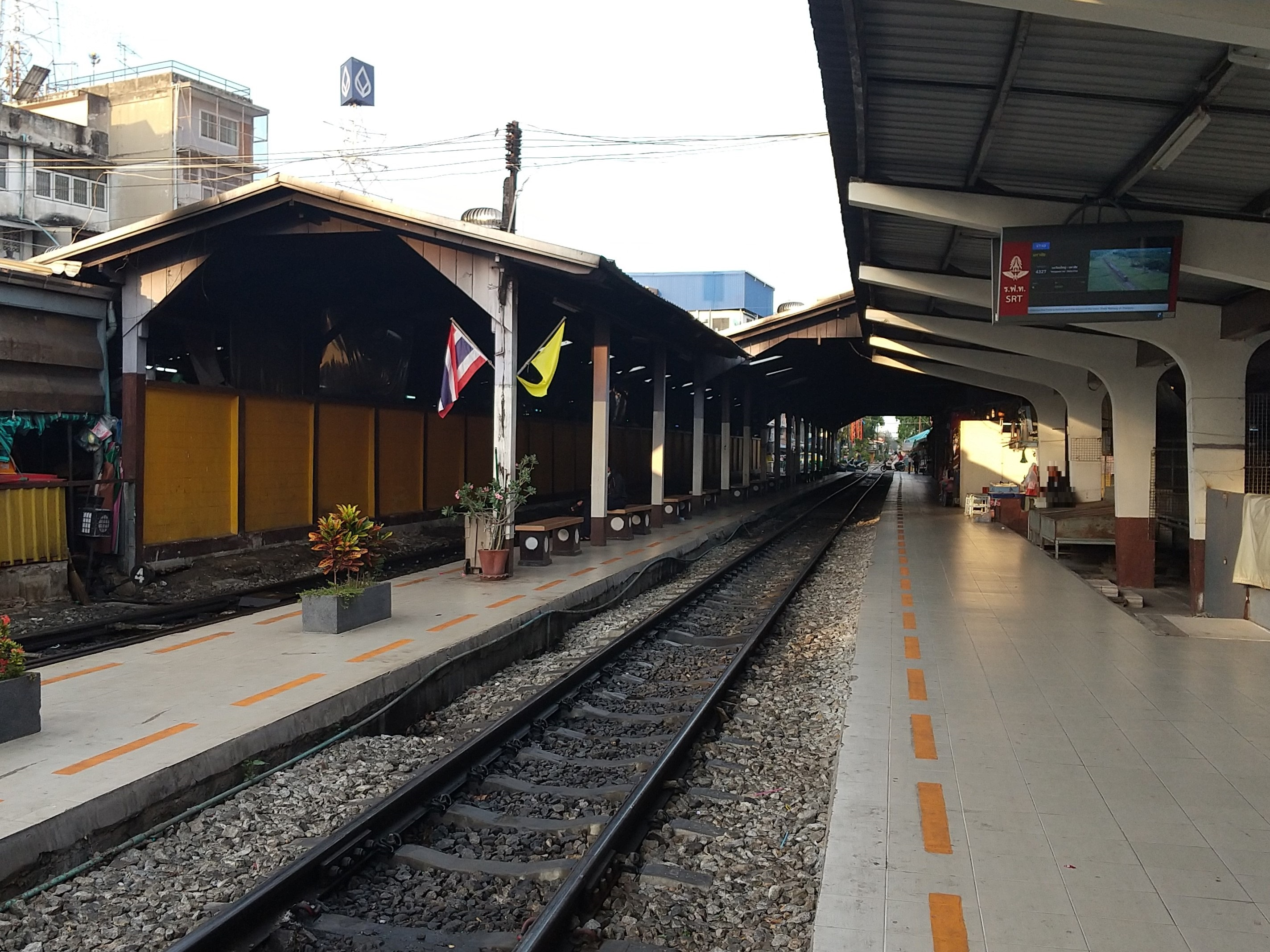
ホーム

片面ホーム・島式ホーム各1面、着発線2線の地平駅。ホームと着発線を覆う屋根が設けられている。

### 車両基地

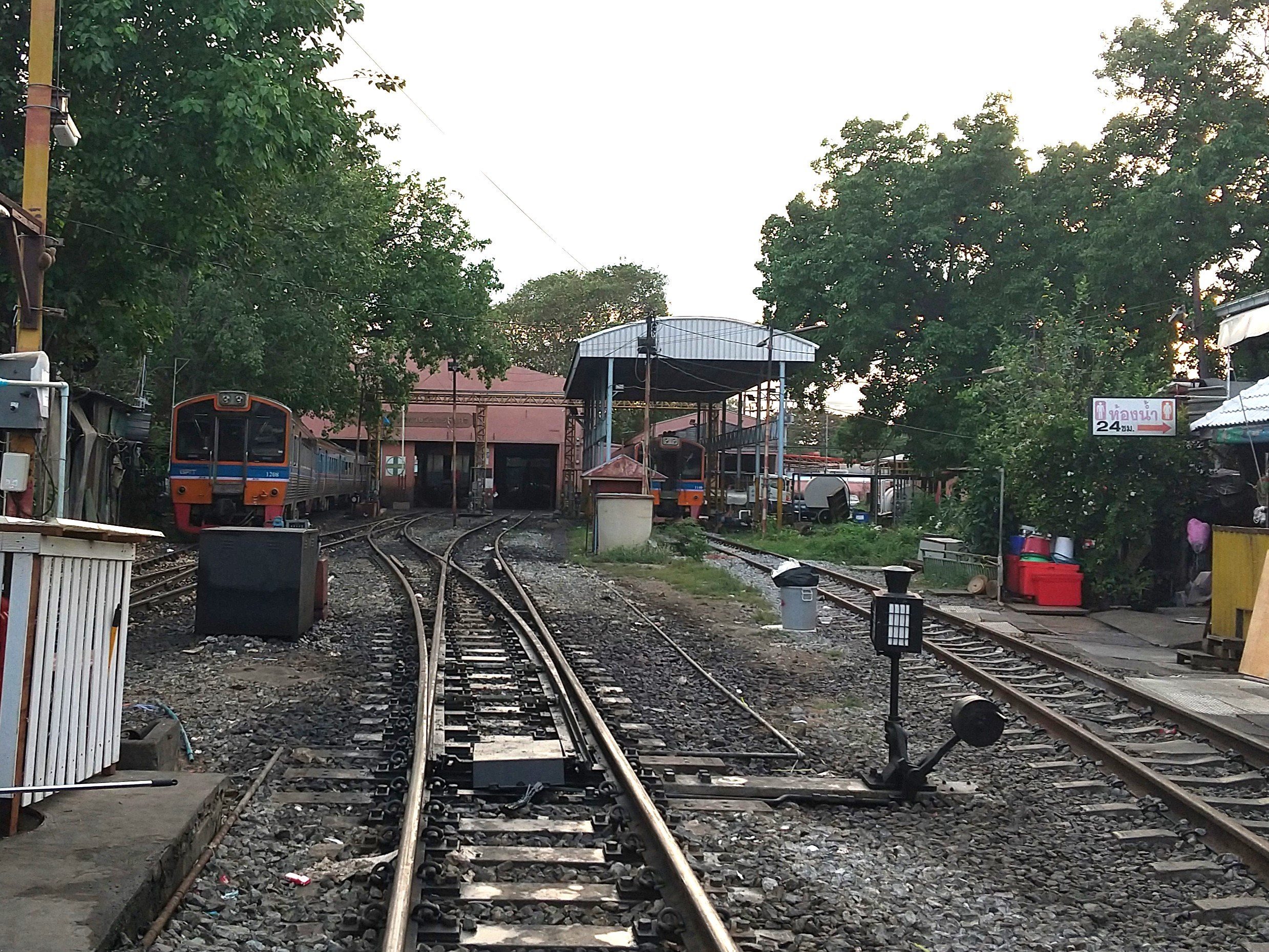
車両基地

着発線の他に構内には何本かの側線と検修庫が設けられ、メークローン線東側区間の車両基地となっている。検修庫にはリフティングジャッキが備えられ、台車や床下機器の着脱を伴う作業にも対応する。
配置車両は、かつてはメークローン線用の新製車もあったが、2000年代以降は他線区から転属したステンレス製ディーゼルカーが主力となっている。ほとんどは非冷房の3等車であるが、冷房付2等中間車も少数含まれており、一部の列車に組み込まれている。

## その他
- メークローン線東側区間（ウォンウィアン・ヤイ - マハーチャイ間）の閉塞区間配置

ウォンウィアン・ヤイ駅 - ワット・シン駅 - ランポー駅 - バーンナームジュード停車場 - コークワイ停車場 - マハーチャイ駅